# Petajin
Petajin is een bestuurslaag in het regentschap Batang Hari van de provincie Jambi, Indonesië. Petajin telt 1945 inwoners (volkstelling 2010).